# Wahlkanton
Wahlkanton, französisch Canton électoral, niederländisch Kieskanton ist ein Begriff des belgischen Wahlrechts. Ein Wahlkanton gliedert eine Anzahl von Gemeinden Belgiens unter einem gemeinsamen Wahlauswertungsbüro. Rechtsgrundlage für die Einteilung ist die Tabelle zu Art. 87 des Wahlgesetzbuches von 1894.

Wahlkantone Belgiens (Stand Dezember 2023)

Die Größe des Wahlkantons kann von der Größe des Gerichtskantons abweichen. Seit 2019 bestehen 210 Wahlkantone, die sich anzahlmäßig wie folgt auf die Region Brüssel-Hauptstadt und die zehn Provinzen verteilen:
| Gebiet                     | Wahl- kantone | Gerichts- kantone |
| -------------------------- | ------------- | ----------------- |
| Region Brüssel-Hauptstadt  | 8             | 19                |
| Provinz Flämisch-Brabant   | 15            | 14                |
| Provinz Limburg            | 15            | 11                |
| Provinz Antwerpen          | 17            | 23                |
| Provinz Ostflandern        | 31            | 21                |
| Provinz Westflandern       | 25            | 17                |
| Provinz Wallonisch-Brabant | 5             | 5                 |
| Provinz Hennegau           | 34            | 20                |
| Provinz Namur              | 14            | 8                 |
| Provinz Luxemburg          | 20            | 5                 |
| Provinz Lüttich            | 26            | 19                |
| Summe                      | 210           | 162               |

Vor dem Jahr 2014 waren die Wahlkantone bei föderalen und regionalen Wahlen die kleinsten Einheiten unterhalb der Ebene der Wahlkreise. Bei Kommunalwahlen spielten sie keine Rolle. Seit 2014 werden föderale und regionale Wahlergebnisse durch den Föderalen Öffentlichen Dienst Inneres auch auf Gemeindeebene bekanntgegeben.